# جان گلدوین
جان گلدوین (انگلیسی: John Goldwyn؛ زادهٔ ۱۰ اوت ۱۹۵۸) تهیه‌کننده فیلم اهل ایالات متحده آمریکا است.
از فیلم‌ها یا مجموعه‌های تلویزیونی که وی در آن‌ها نقش داشته است، می‌توان به دانشکده پلیس ۲، من آنجا نیستم، زندگی پنهان والتر میتی، مغزهای متفکر و دکستر اشاره نمود.